# کفر بارجه
کفر بارجه (به عربی: کفر بارجة) یک روستا در سوریه است که در ناحیه صوران (حلب) واقع شده‌است. کفر بارجه ۱۲۶ نفر جمعیت دارد.